# Jochen Theurer
Jochen Theurer (* 7. Mai 1978 in Tübingen) ist ein deutscher Jurist und Autor.

## Leben
Theurer wuchs in Wurmlingen (Rottenburg) auf. Nach dem Abitur am Eugen-Bolz-Gymnasium Rottenburg (1997) absolvierte Theurer an der Katholischen Hochschule für Kirchenmusik Rottenburg die Ausbildung zum nebenberuflichen Kirchenmusiker (C-Prüfung). Ab 1998 studierte er an der Eberhard-Karls-Universität Tübingen Informatik und parallel dazu ab 2000 Rechtswissenschaft. 2001 wechselte er an die TU Dresden, wo er 2006 die 1. Juristische Staatsprüfung und nach dem Referendariat beim OLG Dresden 2008 die 2. Juristische Staatsprüfung ablegte. Von 2008 bis 2010 war Theurer als Rechtsanwalt bei CMS Hasche Sigle in Stuttgart im Bereich Baurecht tätig. 2011 promovierte er bei Ulrich Fastenrath an der TU Dresden zum Dr. iur. Seit 2012 ist Theurer als Jurist in Stuttgart tätig, u. a. bei der KPMG Rechtsanwaltsgesellschaft mbH, als Rechtsanwalt im Bereich Sozialrecht in einer Bürogemeinschaft mit der Anwaltskanzlei Höhndorf & Wengert und bei der Postbeamtenkrankenkasse (PBeaKK). Seit 2019 ist Theurer beim Regierungspräsidium Stuttgart, wo er seit 2021 das Sachgebiet Landarztquote leitet. Seit 2023 ist er stellvertretender Leiter der Landesanerkennungsstelle für Gesundheitsberufe.
Von 2016 bis 2023 studierte Theurer Humanmedizin an der Eberhard Karls Universität Tübingen und absolvierte im 2021 den Ersten Abschnitt der Ärztlichen Prüfung (Physikum).

## Privates
Theurer ist verheiratet und hat zwei Söhne. Seit 2022 ist er stellvertretender Gewählter Vorsitzender des Kirchengemeinderats der Katholischen Kirchengemeinde St. Briccius in Wurmlingen (Rottenburg).

## Werk (Auswahl)
Theurer schreibt über juristische und rechtstheoretische Themen sowie zum Thema Zeitmanagement für Rechtsanwälte.

### Die Kunst, mit Gesetzen umzugehen – Eine Reise an die Grenzen des Rechts
In dem Sachbuch geht Theurer der Frage nach, warum nicht alle Gesetzesübertreter angemessen bestraft werden. Einen der Hauptgründe dafür sieht er im Wesen der juristischen Methode selbst. Da es bei Rechtsfragen meistens nie eine logisch zwingend richtige Lösung gibt, könnten die an der Strafverfolgung beteiligten Personen im Rahmen ihrer Tätigkeit unbemerkt außer-rechtliche Motive einfließen lassen (z. B. der unter Zeitnot leidende Richter, der einem „Deal“ nur deshalb zustimmt, damit er die komplexe und langwierige Wirtschaftsstrafsache schnell vom Tisch bekommt). Der Freiburger Jura-Professor Michael Pawlik kritisierte in der F.A.Z., dass Theurer kaum auf die „Mechanismen, ihre Leistungen und Gefahren“ eingehe, die für „die rechtstypische Verschränkung von Sicherheit und Unsicherheit, Stabilität und Offenheit sorgen“ und nennt das Buch eine „vertane Chance“.

### Zeitmanagement für Juristen: Strukturiert durch den Tag – mehr Effizienz – mehr freie Zeit
In dem Ratgeber stellt Theurer Zeitmanagement-Strategien speziell für Juristen und Rechtsanwälte, Steuerberater und Wirtschaftsprüfer vor. Er ist der Ansicht, dass für diese Berufsgruppen aufgrund der Standesregeln und des hohen wirtschaftlichen Drucks die üblichen Zeitspar-Tipps nicht ausreichen. Ein Schwerpunkt des Buchs liegt darin, wie man es schafft, selbständig Strategien für die individuellen Zeitprobleme zu entwickeln und diese dann im beruflichen Alltag erfolgreich umzusetzen.

### Argumente für ein Grünes Grundgesetz: Chancen und Risiken einer Verfassungsänderung zum effektiven Klimaschutz
In dem Essay entwickelt Theurer eine von ihm erstmals Anfang 2020 in der taz vorgeschlagene Idee: Können Klimaschützer selbst wirksame Klimaschutzregeln zeitnah in Kraft setzen – auch ohne die Mitwirkung der regierenden Politiker? Dazu untersucht er ob und wie eine von den Klimaschützern selbst organisierten Volksabstimmung über ein „Grünes Grundgesetz“ geeignet ist, die Voraussetzungen des Artikel 146 Grundgesetz herbeizuführen und dadurch die Rechtslage in Deutschland objektiv zu verändern. Der Passauer Jura-Professor Hans-Georg Dederer lobt den Text als „eine sehr anregende, streitbare Schrift zu einem Zentralthema des deutschen Verfassungsrechts ...: zur (Verbesserung der) Leistungsfähigkeit des Grundgesetzes für mehr Nachhaltigkeit“. Ministerialrat a. D. Michael Fuchs „unterstellt“ Theurer, „dass es ihm neben dem Klimaschutz auch, wenn nicht sogar primär, darum gegangen ist, ganz grundsätzlich den Weg über Art. 146 GG in Erinnerung zu rufen“.

### 75 Jahre Grundgesetz: Das fragile Gleichgewicht
In dem 2024 veröffentlichten Sachbuch „75 Jahre Kunstgesetz: Das fragile Gleichgewicht – Wie sich die Gewaltenteilung im Lauf der Zeit verändert hat“ analysiert Theurer die Entwicklung der Machtverhältnisse zwischen Exekutive, Legislative und Judikative seit Inkrafttreten des Grundgesetzes im Jahr 1949. Trotz des unveränderten Wortlauts von Artikel 20 Absatz 2 GG zeigt er auf, wie sich das Zusammenspiel der Staatsgewalten gewandelt hat. So hebt Theurer beispielsweise die gestiegene Bedeutung des Bundesverfassungsgerichts hervor, das durch wegweisende Entscheidungen – etwa zum Recht auf informationelle Selbstbestimmung, zur Anerkennung des „3. Geschlechts“ und zum Klimaschutz – Einfluss auf das Handeln des Bundestags nimmt. Zudem thematisiert Theurer die zunehmende Dominanz des EU-Rechts, das mittlerweile Vorrang vor dem nationalen Recht genießt, wodurch die einstige Vorrangstellung des Grundgesetzes relativiert wird. Das Buch bietet einen anschaulichen Einblick in die Dynamik des deutschen Rechtssystems und verdeutlicht, wie sich der Inhalt von Gesetzen trotz gleichbleibendem Wortlaut ändern kann.

## Publikationen
- 75 Jahre Grundgesetz: Das fragile Gleichgewicht – Wie sich die Gewaltenteilung im Lauf der Zeit verändert hat. Springer, Wiesbaden 2024, ISBN 978-3-658-43490-8.
- Lebenslanges Lernen – Strategien für ältere Semester: Mit Ü30 noch einmal effizient studieren und jede Prüfung gut bestehen. Springer Gabler, Wiesbaden 2022, ISBN 978-3-658-39355-7.
- Klimaschutz und Gewalt: Wann sich Aktivisten strafbar machen und wie wir die Welt wirklich retten. Springer Gabler, Wiesbaden 2022, ISBN 978-3-658-39353-3.
- Zeitmanagement für Juristen: Strukturiert durch den Tag -. mehr Effizienz -. mehr freie Zeit. (4. Auflage), Springer Gabler, Wiesbaden 2022, ISBN 978-3-658-36918-7.
- Argumente für ein Grünes Grundgesetz: Chancen und Risiken einer Verfassungsänderung zum effektiven Klimaschutz. Springer Gabler, Wiesbaden 2021, ISBN 978-3-658-32988-4.
- Die Kunst, mit Gesetzen umzugehen – Eine Reise an die Grenzen des Rechts, Springer, Wiesbaden 2019, ISBN 978-3-658-23182-8.
- Resilienz in rechtsberatenden Berufen: Strategien zur Erhöhung der eigenen Selbstwirksamkeit, Springer Gabler, Wiesbaden 2017, ISBN 978-3-658-17214-5.
- Die Gründungsberechtigung von Medizinischen Versorgungszentren gemäß § 95 Abs. 1a SGB V: Kann ein MVZ ein MVZ gründen?, Verlag Dr. Kovac, Hamburg 2017, ISBN 978-3-8300-9575-0.
- Grundzüge einer realistischen Rechts- und Verfassungstheorie: Teil 1: Methodenlehre. Verlag Dr. Kovac, Hamburg 2017, ISBN 978-3-8300-8989-6.
- Zeitmanagement für Rechtsanwälte, Steuerberater und Wirtschaftsprüfer: Weniger Stress – mehr Effizienz – mehr freie Zeit. Springer Gabler, Wiesbaden 2014, ISBN 978-3-658-03617-1.
- Die Wohlfühl-Revolution: Ein Anleitung zur Einführung von Volksabstimmungen. epubli, 2012.
- Die Ablösung des Grundgesetzes durch Art. 146 GG. (Dissertation), Verlag Dr. Kovac, Hamburg 2011, ISBN 978-3-8300-5868-7.